# Ken Hanna
Kenneth Lucien Hanna, kurz Ken Hanna (* 8. Juli 1921 in Baltimore; † 10. Dezember 1982 in El Cajon) war ein US-amerikanischer Jazztrompeter, Arrangeur, Komponist und Bandleader.

## Laufbahn
Kenneth „Ken“ Hanna gehörte seit den frühen 1940er-Jahren zu den Trompetern des Orchestra von Stan Kenton und wirkte bei zahlreichen Aufnahmen des Orchesters wie Artistry in Rhythm (1947) oder  City of Glass (1951) mit. Er war seit 1943 auch als Arrangeur für Kenton tätig. Daneben arbeitete er für Charlie Barnet.
1953 erhielt er in Los Angeles Gelegenheit für Radioaufnahmen mit eigener Bigband (erschienen als Jazz Dance Date); in seinem Orchester spielten u. a. Ralph Peña (Bass) und Frank Capp (Schlagzeug). 1954 erschien mit ihm als Leiter The Bright New Orchestra auf dem Hollywood-Label Trend; 1955 veröffentlichte er auf Capitol Records in der Reihe Kenton Presents das Album Jazz for Dancers, u. a. mit Dick Nash, Jim Hall, Ralph Peña und Mel Lewis. Hanna, der noch bis in die 1970er-Jahre für Kenton arbeitete, war im Bereich des Jazz zwischen 1943 und 1984 an 94 Aufnahmesessions beteiligt. Er schrieb Titel wie Bogota, Beeline East, Lonely Windrose und die Macumba Suite, die ins Repertoire von Kenton einwanderten, aber auch Who Cares About April? (aufgenommen vom Pete Rugolo Orchestra mit June Christy). Seine Kompositionen und Arrangements sind im Los Angeles Jazz Institute archiviert.